# Стереоскопічне телебачення
Стереоскопічне телебачення — системи телебачення, що забезпечують створення у глядача враження глибини і об'ємності спостережуваних зображень.
Об'ємне сприйняття засноване на бінокулярності зору. Тому в стереоскопічному телебаченні зображення одних і тих же об'єктів передаються з двох позицій, що знаходяться на деякій відстані (базис передачі) одна від одної, так що формуються два зображення об'єкту, створюючі стереопару, на приймальній стороні вони впливають на глядача окремо: на ліве око — ліве зображення стереопари, а на правий — праве. Існує декілька систем чорно-білого і кольорового об'ємного телебачення, призначених як для телевізійного мовлення (знаходяться у стадії розробки), так і для використання в прикладних цілях.